# Tånum Sogn
Tånum Sogn er et sogn i Randers Søndre Provsti (Århus Stift).
I 1800-tallet var Hornbæk Sogn anneks til Tånum Sogn. Begge sogne hørte til Sønderlyng Herred i Viborg Amt. Hornbæk ligger nærmest ved Randers og blev hovedsognet i sognekommunen, så den ved kommunalreformen i 1970 hed Hornbæk-Tånum. Den blev her indlemmet i Tjele Kommune, som ved strukturreformen i 2007 indgik i Viborg Kommune.
I Tånum Sogn ligger Tånum Kirke.
I sognet findes følgende autoriserede stednavne:
- Fladbro Hede (bebyggelse)
- Klørup (bebyggelse)
- Klørup Mark (bebyggelse)
- Tånum (bebyggelse, ejerlav)